# NGC 3601
NGC 3601 је спирална галаксија у сазвежђу Лав која се налази на NGC листи објеката дубоког неба.
Деклинација објекта је + 5° 6' 56" а ректасцензија 11h 15m 33,2s. Привидна величина (магнитуда) објекта NGC 3601 износи 13,6 а фотографска магнитуда 14,4. NGC 3601 је још познат и под ознакама UGC 6282, MCG 1-29-24, CGCG 39-91, ARAK 284, IRAS 11129+0523, PGC 34335.